# Vaccinium myrtilloides
Pour les articles homonymes, voir Bleuet.
Airelle fausse-myrtille, Bleuet sauvage
Espèce
Classification phylogénétique
Vaccinium myrtilloides est une espèce de plantes à fleurs de la famille des Ericaceae, appelée au Canada Bleuet sauvage, mais également appelée Airelle fausse-myrtille. C'est une espèce que l'on trouve au Canada, ainsi qu'au nord-est et au nord-ouest des États-Unis, ainsi que dans la région des Grands Lacs. 

## Description

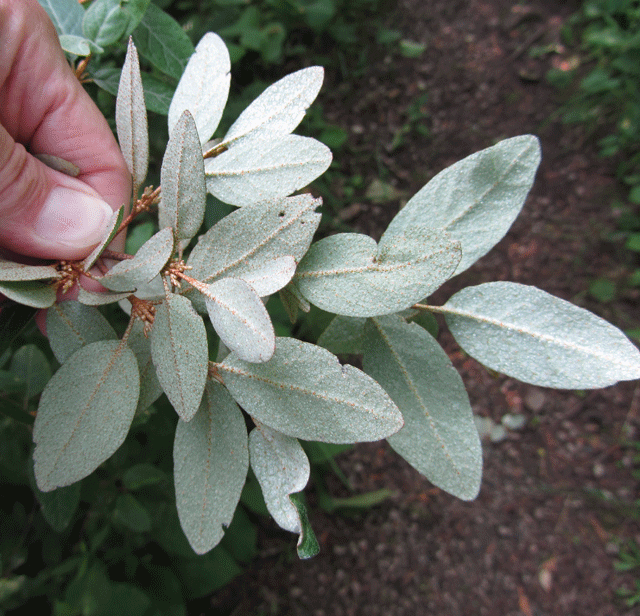
Photographie du dessous des feuilles de Vaccinium myrtilloides, avec des poils qui forment un velours.

Vaccinium myrtilloides est une espèce sauvage d'environ 50 cm de haut, que l'on trouve surtout en forêt. Les feuilles sont d'un vert brillant, plus pâle en dessous avec des poils qui forment un velours. Les fleurs sont blanches, en forme de cloche. Les fruits sont petits, d'un bleu brillant jusqu'à bleu foncé. 
Les plantes poussent le mieux dans des endroits dégagés de forêts de conifères, dans des sols acides et humides de régions nordiques marécageuses ou montagneuses. Les plantes peuvent s'hybrider avec le Vaccinium angustifolium - airelle à feuille étroite .

### Autres noms
On désigne également le bleuet sauvage sous les noms de myrtille, brimbelle, pourriot, raisin des bois, teint-vin et vaciet. Dans la langue autochtone innue, on l'appelle inniminan.

## Caractéristiques
La plante peut être cultivée en ordonnant des buissons sauvages, comme cela est fait au Canada et dans le Maine. C'est également une source de nourriture pour la faune sauvage.
Les fruits contiennent plusieurs propriétés organiques : vitamines, minéraux, polyphénols, acides organiques, etc.  Le bleuet possède également des pouvoirs antioxydants.

## Commercialisation du bleuet québécois
Le Saguenay Lac-St-Jean détient les plus importantes parts de marché du bleuet sauvage au Québec. C’est pourquoi les producteurs de cette région se sont regroupés pour percer le marché. Pour y arriver, le syndicat des producteurs de bleuets du Québec a été mis en place en 1966. 
Ce syndicat détient plusieurs rôles dont : étudier et vulgariser tout problème de production ou de mise en marché, étudier toute législation, appliquer le plan conjoint, s’occuper de la mise en marché, supporter les membres et entreposer les surplus. De plus, ce regroupement de producteurs facilite la concertation au sein de la filière et oblige les transformateurs à acheter la totalité de la production auprès des producteurs (SPBQ, 2015). 
Aussi, afin de rester à l’affût des développements du secteur, le SPBQ possède un fonds de recherche qui est généralement axé sur le développement de valeur ajoutée (Bellemare, 2015). Cette dernière est le secret de la production québécoise avec l’appellation Bleuet Boréale, qui est naturelle à 100 %, c’est-à-dire qu’ils sont produits à une certaine latitude nord et la forte proportion de bleuets biologiques, c’est-à-dire sans pesticide. (MAPAQ, 2016). De plus, le SPBQ est impliqué auprès de la Wild Blueberry Association of North America (WBANA) qui a pour objectif de rechercher les bienfaits du bleuet sur la santé pour augmenter la demande (WBANA, 2017). 
Malgré la situation oligopolistique (peu d’acheteurs et beaucoup de vendeurs) du secteur du bleuet qui pourrait mettre en péril les prix si le peu d’acheteurs décidait de créer une sorte de monopole pour fixer un prix à la baisse, le SPBQ réussit à maintenir un prix compétitif pour les producteurs. En effet, le prix obtenu que Québec se trouve à être généralement plus élevé que les autres provinces Canadienne (Lambert, 2017). Cela peut être expliqué par le fait que la grande demande pour le bleuet québécois avec valeur ajoutée comme Bleuet Boréal et Bleuet Biologique procure aux producteurs un prix supérieur.
Donc, vu l’importance du Saguenay Lac-Saint-Jean sur le marché du Bleuet sauvage, ces derniers ont bien fait d’instaurer leur Syndicat afin de rester compétitifs en se diversifiant avec leurs valeurs ajoutées. De plus le Syndicat assure une certaine sécurité face à la situation oligopolistique. 